# Мандело Вита
Мандѐло Вѝта (на италиански: Mandello Vitta, на местен диалект: Mandel, Мандел) е село и община в Северна Италия, провинция Новара, регион Пиемонт. Разположено е на 175 m надморска височина. Населението на общината е 235 души (към 2014 г.).